# Leucophora proboscidalis
Leucophora proboscidalis este o specie de muște din genul Leucophora, familia Anthomyiidae. A fost descrisă pentru prima dată de Malloch în anul 1917.
Este endemică în Illinois. Conform Catalogue of Life specia Leucophora proboscidalis nu are subspecii cunoscute.